# Werner II. Habsburský
Werner II. Habsburský (okolo 1100 – 19. srpna 1167) byl hrabě habsburský, lantkrabě Horního Alsaska a rychtář Muri. Byl jedním z předků rodu Habsburků a prapradědečkem Rudolfa I. Habsburského.
Po svém otci Otovi II. zdědil mnohé majetky v dnešním Švýcarsku a Alsasku včetně hradu Habsburg, po své matce zdědil statky v Alsasku.
Nad svým majetkem převzal kontrolu již jako dítě, poněvadž byl jeho otec roku 1111 zavražděn, což ho donutilo držet se stranou od politických nepořádků té doby. Až po více než padesáti letech svého panování se zapojil do války o nástupnictví v hrabství Bregenz, mobilizoval svoji osobní armádu na obranu jedné ze stran v letech 1164 až 1166.
V roce 1166 doprovázel císaře Fridricha I. Barbarossu na jeho výpravě do Itálie v rámci bojů proti italským obcím. Nejdůležitější potyčkou tohoto tažení byla bitva u Monte Porzia, v níž císařské vojsko společně s Wernerovými oddíly zvítězilo, to jim později umožnilo dobýt Řím. Werner zemřel v důsledku epidemie. Po jeho smrti přešel majetek na jeho syna Albrechta III., Werner měl rovněž dceru Richenzu.